# David McKenzie
David McKenzie, nacido el 6 de agosto de 1974 en Shepparton, es un ciclista australiano que fue profesional desde 1996 hasta el año 2005. 

## Palmarés
| 1994 - 1 etapa del Tour de Olympia 1995 - 2 etapas del Herald Sun Tour 1996 - 2 etapas del Herald Sun Tour - 3 etapas del Tour de Tasmania 1997 - 1 etapa del Herald Sun Tour 1998 - Campeonato de Australia de Ciclismo en Ruta - 2 etapas del Herald Sun Tour 1999 - 1 etapa del Tour de Langkawi 2000 - 1 etapa del Circuito Montañés - 1 etapa del Giro de Italia | 2001 - 1 etapa del Tour de Beauce - 1 etapa del Tour Down Under - 1 etapa del Herald Sun Tour 2002 - 2 etapas del Herald Sun Tour 2003 - 1 etapa de la Vuelta al Lago Qinghai - 1 etapa del Herald Sun Tour 2004 - 3.º en el Campeonato de Australia en Ruta 2005 - 1 etapa del Tour de Japón |

## Resultados en las grandes vueltas
| Carrera         | 1996 | 1997 | 1998 | 1999 | 2000  | 2001 | 2002 | 2003 | 2004 |
| --------------- | ---- | ---- | ---- | ---- | ----- | ---- | ---- | ---- | ---- |
| Giro de Italia  | -    | -    | -    | -    | 113.º | -    | -    | -    | -    |
| Tour de Francia | -    | -    | -    | -    | -     | -    | -    | -    | -    |
| Vuelta a España | -    | -    | -    | -    | -     | -    | -    | -    | -    |
| Mundial en Ruta | -    | -    | -    | -    | -     | -    | -    | -    | -    |

-: no participa

Ab.: abandono